# 第3野戦軍
第3野戦軍（だいさんやせんぐん、第三野战军）は、国共内戦時代の中国人民解放軍の方面軍・軍集団級の部隊。前身の華東野戦軍以来、陳毅が司令員を務めている。

## 成立
1949年2月、中国共産党中央軍事委員会の命令により、華東野戦軍は、中国人民解放軍第3野戦軍に改称された。

## 指揮官
1949年2月現在。
- 司令員兼政治委員：陳毅
- 副司令員兼第二政治委員：粟裕
- 第一副政治委員：譚震林
- 参謀長：張震
- 政治部主任：唐亮

## 編制
1949年2月現在、4個兵団と1個特種兵縦隊を管轄した。
- 第7兵団 - 司令員王建安、政治委員譚啓龍、副政治委員兼政治部主任姫鵬飛、参謀長李迎希
  - 第21軍 - 軍長滕海清、政治委員康志強
    - 第61師
    - 第62師
    - 第63師

  - 第22軍 - 軍長孫継先、政治委員丁秋生
    - 第64師
    - 第65師
    - 第66師

  - 第35軍 - 軍長呉化文、政治委員何克希
    - 第103師
    - 第104師
    - 第105師
- 第8兵団 - 司令員陳士榘、政治委員袁仲賢、副政治委員兼政治部主任江渭清、参謀長何以祥
  - 第24軍 - 軍長王必成、政治委員廖海光
    - 第70師
    - 第71師
    - 第72師

  - 第25軍 - 軍長成鈞、政治委員黄火星
    - 第73師
    - 第74師
    - 第75師

  - 第26軍 - 軍長張仁初、政治委員王一平
    - 第76師
    - 第77師
    - 第78師

  - 第34軍 - 軍長何基灃、政治委員趙啓民
    - 第100師
    - 第101師
    - 第102師
- 第9兵団 - 司令員宋時輪、政治委員郭化若、参謀長覃健、政治部主任謝有法
  - 第20軍 - 軍長劉飛、政治委員陳時夫
    - 第58師
    - 第59師
    - 第60師

  - 第27軍 - 軍長聶風智、政治委員劉浩天
    - 第79師
    - 第80師
    - 第81師

  - 第30軍 - 軍長謝振華、政治委員李干輝
    - 第88師
    - 第89師
    - 第90師

  - 第33軍 - 軍長張克侠、政治委員韓念龍
    - 第97師
    - 第98師
    - 第99師
- 第10兵団 - 司令員葉飛、政治委員韋国清、参謀長陳慶先、政治部主任劉培善
  - 第28軍 - 軍長朱紹清、政治委員陳美藻
    - 第82師
    - 第83師
    - 第84師

  - 第29軍 - 軍長胡炳雲、政治委員張藩
    - 第85師
    - 第86師
    - 第87師

  - 第31軍 - 軍長周志堅、政治委員陳華堂
    - 第91師
    - 第92師
    - 第93師
- 特種兵縦隊 - 司令員陳鋭霆、政治委員張凱

その外、膠東軍区は、第32軍（第94師、第95師）に改編され、軍長に譚希林、政治委員に彭林が任命され、山東軍区の指揮下に入った。両広縦隊が第4野戦軍から引き抜かれ、曾生が司令員に、雷経天が政治委員に任命された。
この時、第3野戦軍は、約58万人を数えた。

## 活動
第3野戦軍編成後、主力は、3月中旬、廬江、無為、滁県、六合、揚州と如皋のラインに進み、渡江作戦の準備を行った。4月中旬、第3野戦軍と第2野戦軍は、渡江戦役を発動し、4月23日、南京を解放した。その後、杭州と上海を解放した。京滬杭戦役終結後、6月1日までに約40万人の敵軍を撃滅した。
第7兵団は、第2野戦軍及び華東軍区の一部部隊と協力し、浙江省及び沿岸部の大部分の島嶼を開放した。第10兵団は、7月上旬、蘇州地区を南下し、8月17日、福建省福州市を解放した。その後、漳（州）廈（門）金（門）戦役を発動し、10月中旬までに福建省及び沿岸部の大部分の島嶼を解放し、約10万人の敵軍を撃滅した。 
華東地区の軍政指導の強化のため、1949年7月、華東軍区と第3野戦軍の指揮機関が統合された。同時に配下部隊の機構も大幅に調整された。第7兵団は浙江省軍区を兼任し、第23軍が第9兵団に引き抜かれ、第35軍は全て地方化した。第8兵団は廃止され、大部分は華東軍政大学（陳毅が校長と政治委員を兼務）と統合され、一部は第34軍と統合され南京警備司令部（第24軍と第25軍）を編成し、第26軍は第9兵団に引き抜かれた。第9兵団（第20軍、第23軍、第26軍、第27軍）は、台湾解放の準備に入り（後に朝鮮戦争に投入）、第30軍、第33軍は、淞滬警備司令部に編入された。第10兵団は、福州市解放後、福建省軍区を兼務した。
1949年12月までに、第3野戦軍は、約82万5千人を数えた。

## 消滅
1950年1月3日、中央軍事委員会の決定により、第3野戦軍第30軍と第35軍が廃止され、その要員は華東海軍に編入された同年8月、第3野戦軍党委員会が廃止され、新たに華東軍区党委員会が設置され、陳毅が第一書記、粟裕が第二書記、唐亮が第三書記に任命された。野戦軍の全部隊は、華東軍区に編入された。11月、第29軍と第32軍から鉄道公安司令部が編成された。